# Gold Dust Woman (Hole)
Gold Dust Woman è una cover del gruppo musicale alternative rock statunitense Hole, pubblicata nel luglio 1996.

## Il brano
Il brano originale reinterpretato, che compare nell'album dei Fleetwood Mac Rumours del 1977, è stato scritto da Stevie Nicks.
Il singolo si è classificato al 31º posto nella classifica Alternative Airplay negli Stati Uniti del 1996, mentre l'album in cui compare The Crow: City of Angels OST, colonna sonora del film Il corvo 2, ha raggiunto l'8º posto nella classifica Billboard 200 Albums List, sempre negli Stati Uniti.

## Video
Il video musicale è stato diretto da Matt Mahurin e mostra la band che esegue il brano, con numerose inquadrature in primo piano di Courtney Love e di Melissa Auf der Maur che cantano affiancate. Inframmezzate ci sono anche inquadrature del protagonista del film. Courtney compare nel video con i capelli scuri.

## Tracce
CD singolo
1. Gold Dust Woman (Stevie Nicks cover) – 5:07
2. I Wanna Be Your Dog – 4:40 (Iggy Pop)
3. Spit – 5:52 (Brijitte West)

## Formazione
Hanno partecipato alle registrazioni, secondo le note dell'album.
- Courtney Love – voce, chitarra
- Eric Erlandson – chitarra
- Melissa Auf der Maur – basso, cori
- Patty Schemel – batteria